# ویلیام فیندلی
ویلیام فیندلی (به انگلیسی: William Findlay) سناتور سابق عضو حزب دموکرات ایالات متحده آمریکا بود. وی در سال ۱۸۲۱ تا تا ۱۸۲۷ میلادی سناتور ایالت پنسیلوانیا در سنای ایالات متحده آمریکا بود.